# Wojsławice, West Pomeranian Voivodeship
Wojsławice [vɔi̯swaˈvit͡sɛ] là một khu định cư nằm ở khu hành chính của Gmina Bobolice, thuộc quận Koszalin, Tây Pomeranian Voivodeship, ở tây bắc Ba Lan.